# Rue du Bourg
La rue du Bourg est une voie de Thiers dans le département du Puy-de-Dôme en région Auvergne-Rhône-Alpes.

## Situation et accès
Cette rue située dans le centre médiéval, est une des rues historiquement les plus commerçantes de la ville.
La rue accueille un grand nombre de commerces. Parmi eux :
- des coutelleries (en majorité) ;
- des boutiques de vêtements ;
- des restaurants, café et fast-food ;
- un institut de beauté.

La rue est desservie :
- par l'ancienne route nationale 89 (devenue route départementale 2089) au nord, et par la rue et place du Pirou au sud.
- Un arrêt de bus dessert le nord sur le réseau départemental Transdôme, des transports régionaux TER Auvergne des Transports Urbains Thiernois (TUT).
- La gare de Thiers est située non loin de la rue.
- L'aéroport de Clermont-Ferrand Auvergne se situe à 37 km.

## Historique
La rue du Bourg remonte aux plus anciens temps de la cité médiévale. Elle appartient au périmètre de la grande enceinte construite aux XIIe et XIIIe siècles. De nombreuses maisons situées sur cette rue sont fabriquées en pan de bois. Elle représente un axe nord-sud du centre historique, partant de la rue conchette (lieu de résidence privilégié des grands marchands thiernois) à la place du Pirou devant le château du Pirou proche de l'ancien château seigneurial dont il ne subsiste que quelques éléments.
Lorsque le roi François Ier passa à Thiers, au XVIe siècle, il logea au n°10 de la rue. C'en est de même pour le passage de George Sand au XIXe siècle. La romancière a d’ailleurs écrit un livre sur Thiers, nommé La ville noire.
En 2014, de nombreux immeubles sont rénovés ainsi que la chaussée de la rue et celle des rues l'avoisinant. Le part-terre est constitué en grande partie de pierre de Volvic de couleur sombre.
C'est une des rues de Thiers les plus fréquentées. Elle est uniquement accessible aux piétons sauf pour les riverains qui reçoivent un badge pour y circuler.

## Bâtiments remarquables et lieux de mémoire
La rue du Bourg est majoritairement bordée d'immeubles construits au Moyen-Âge.
- Au n°10 (dit l’hôtel Favier), une porte en pierre de Volvic de style gothique flamboyant encadrée de pinacles et surmontée d’un tympan orné de choux frisés et d’armoiries marque le seuil d’une riche demeure.
- Aux n°12 et 14, détails de porte intéressants[1].
- Un détour à droite, par la rue Lasteyras donne accès à d’autres maisons anciennes. Ces deux immeubles médiévaux sont inscrits sur la liste des monuments historiques.
- Le n°10 inscrit sur la liste des monuments historiques en 1924[5],
- Le n°12 inscrit sur la liste des monuments historiques en 1963[6].
- Plus bas dans la rue, le château du Pirou, construit en 1410, est quant à lui, classé monument historique depuis 1907[7].

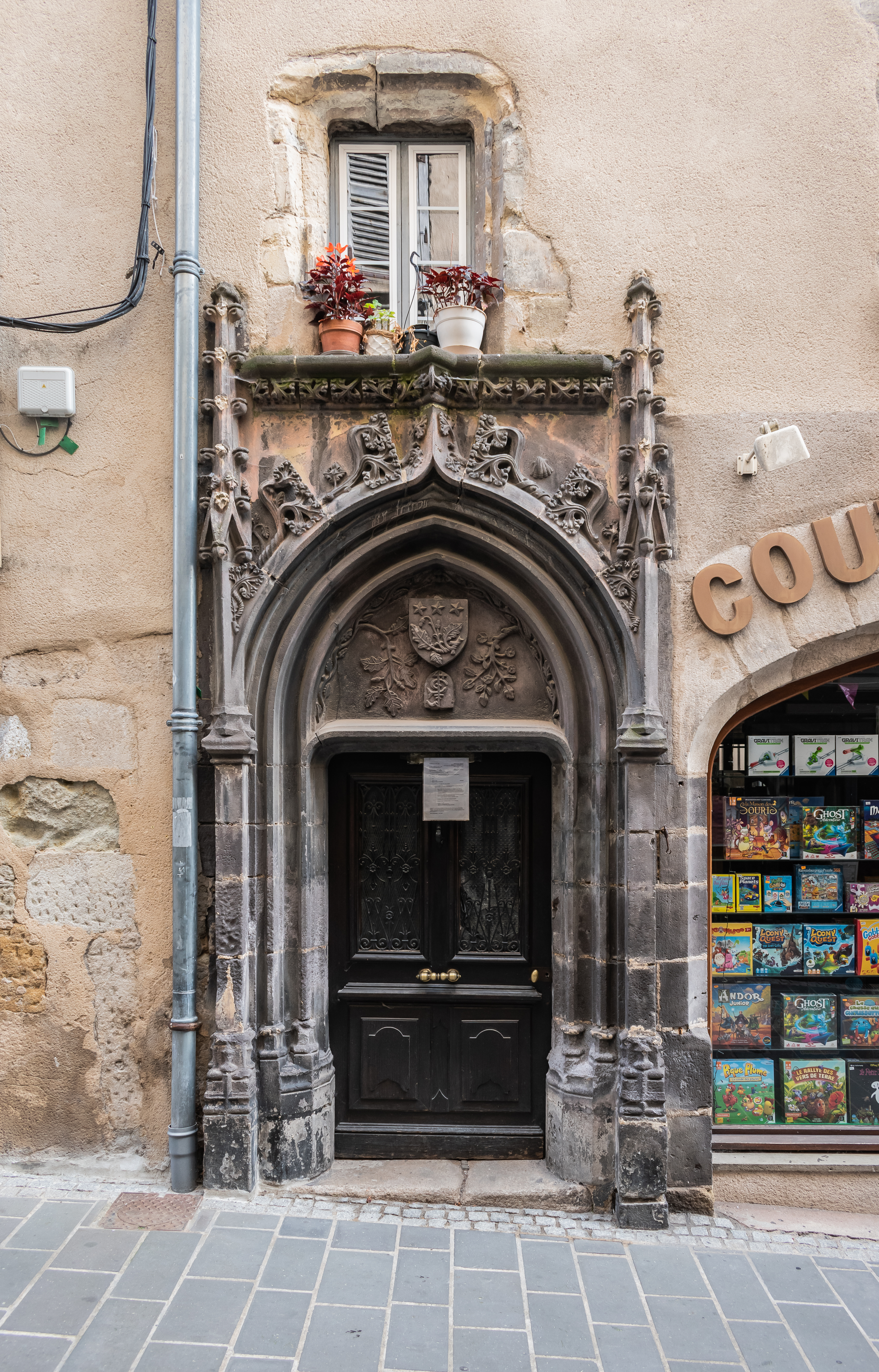
Le 10, rue du Bourg.
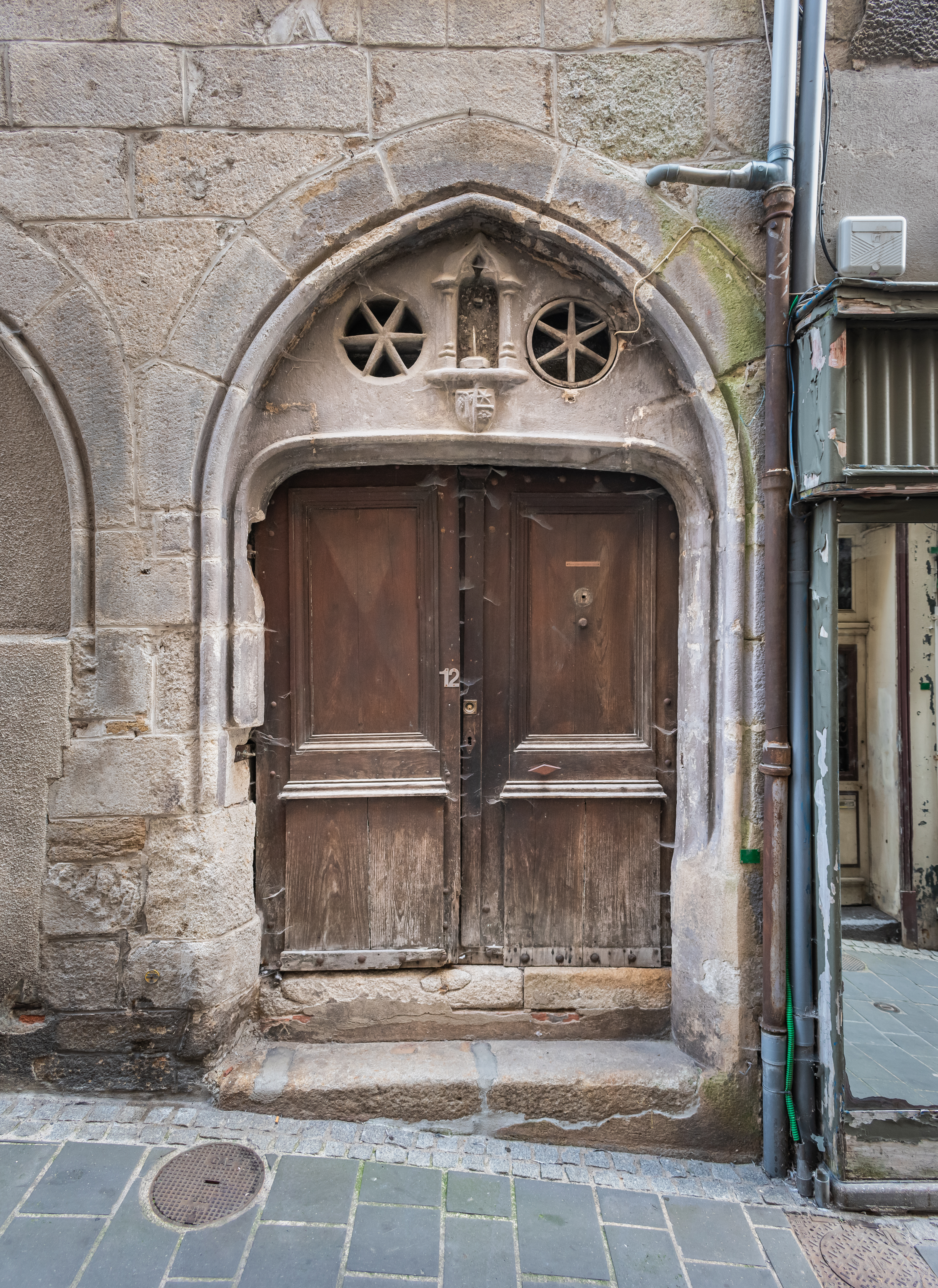
Le 12, rue du Bourg.
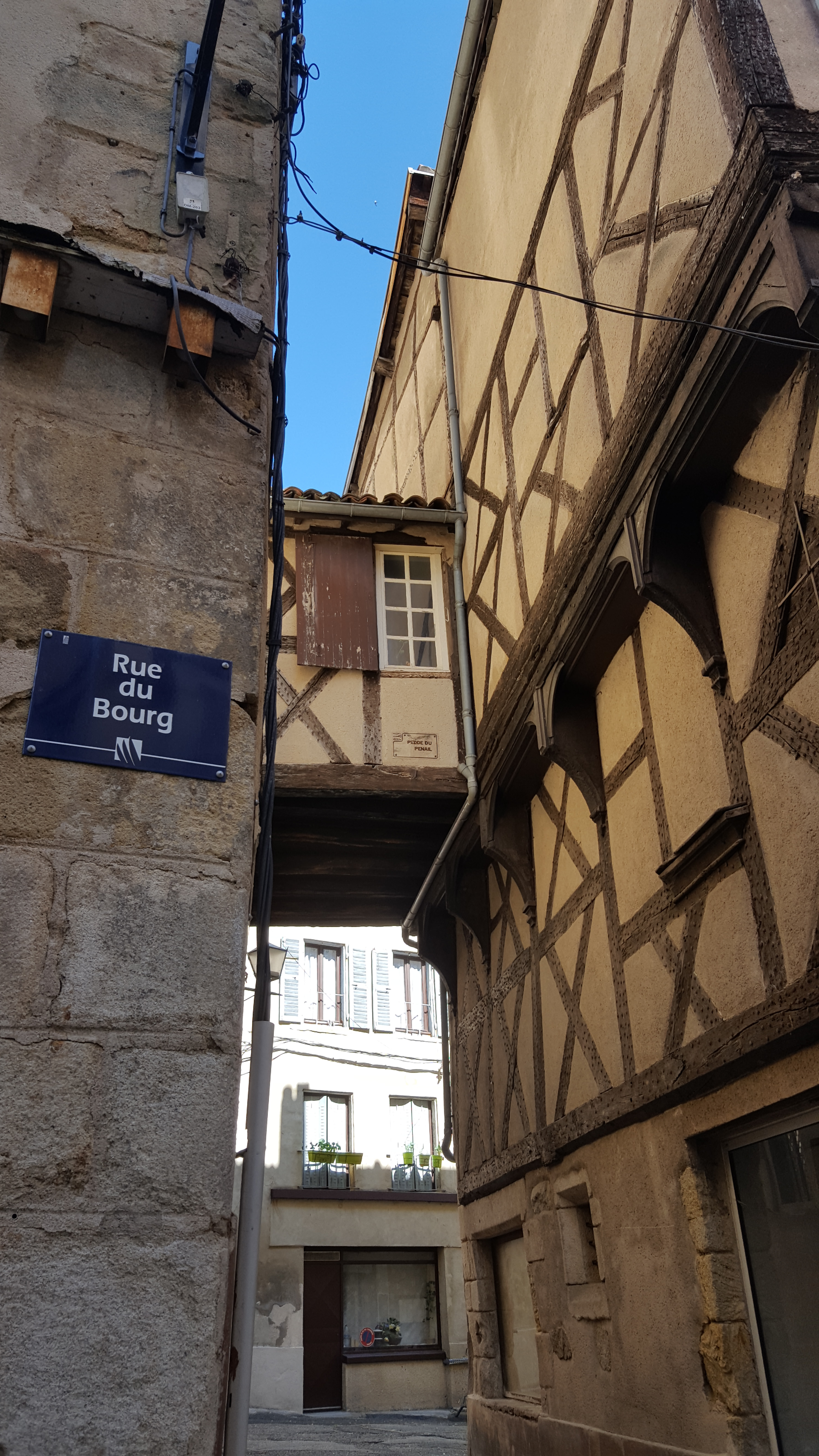
La pedde du Penail en juillet 2017.
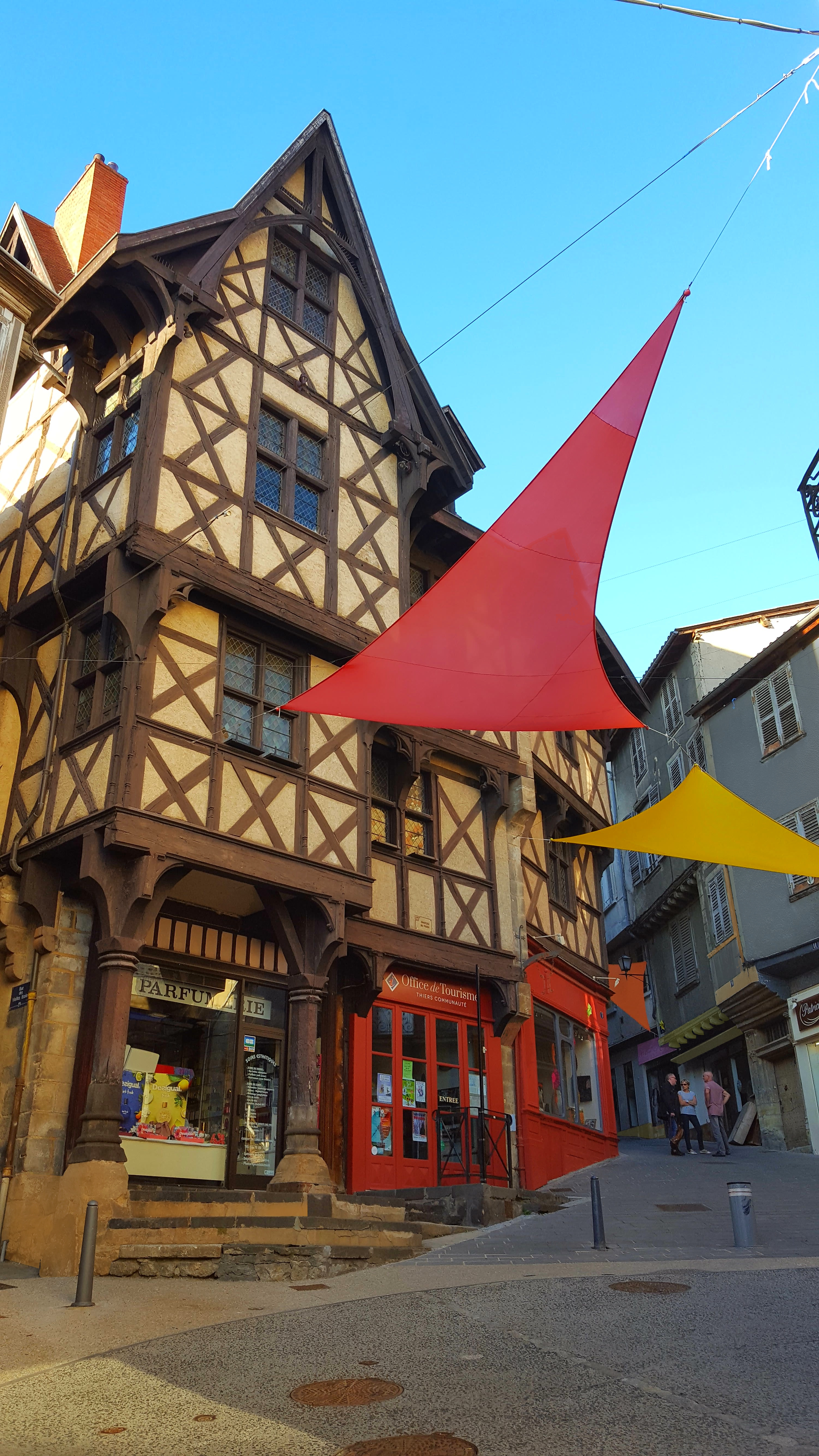
Le Château du Pirou en 2017.